# Боевая машина пехоты

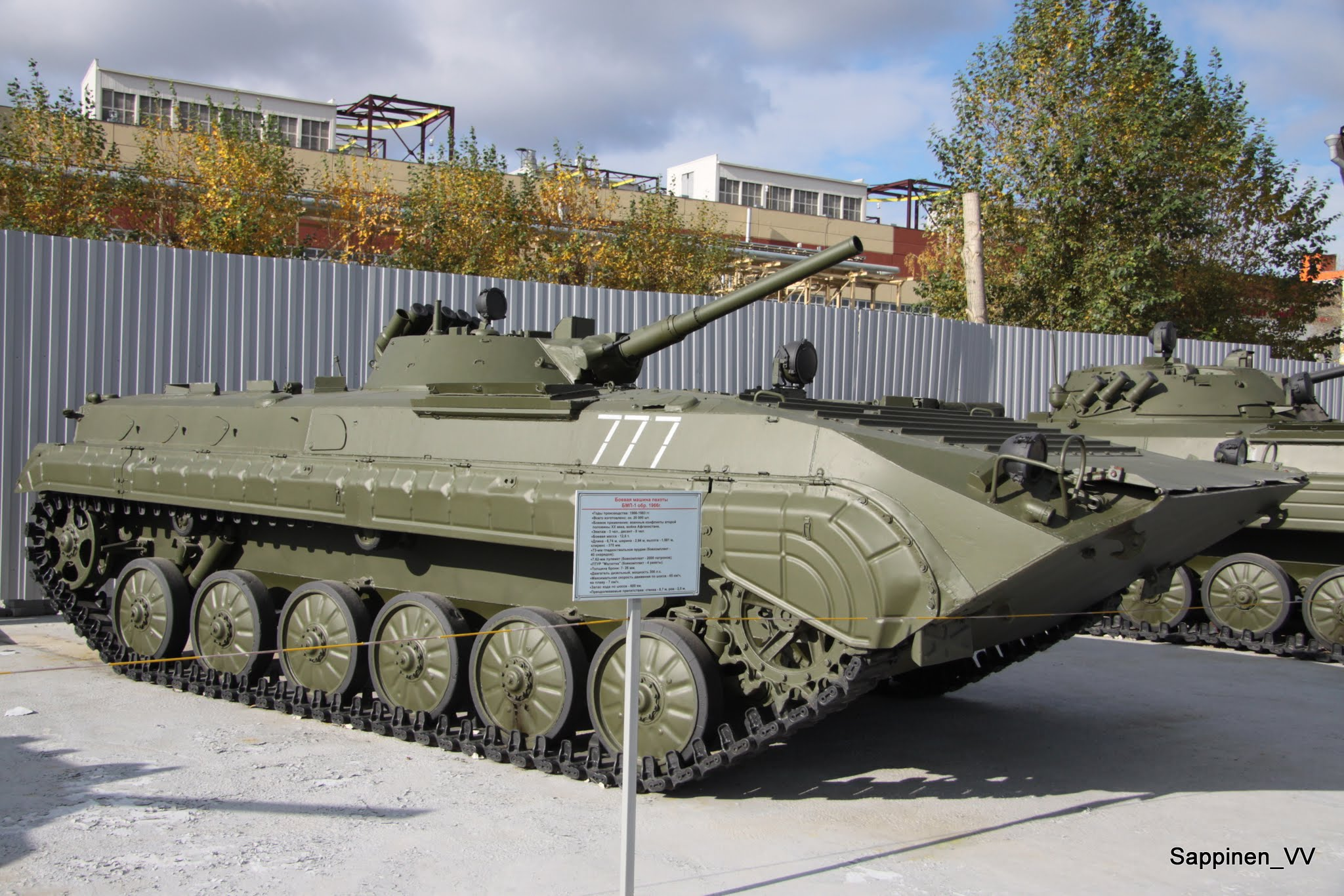
Первая в мире серийная боевая машина пехоты — БМП-1 (1966 год) в музее УГМК

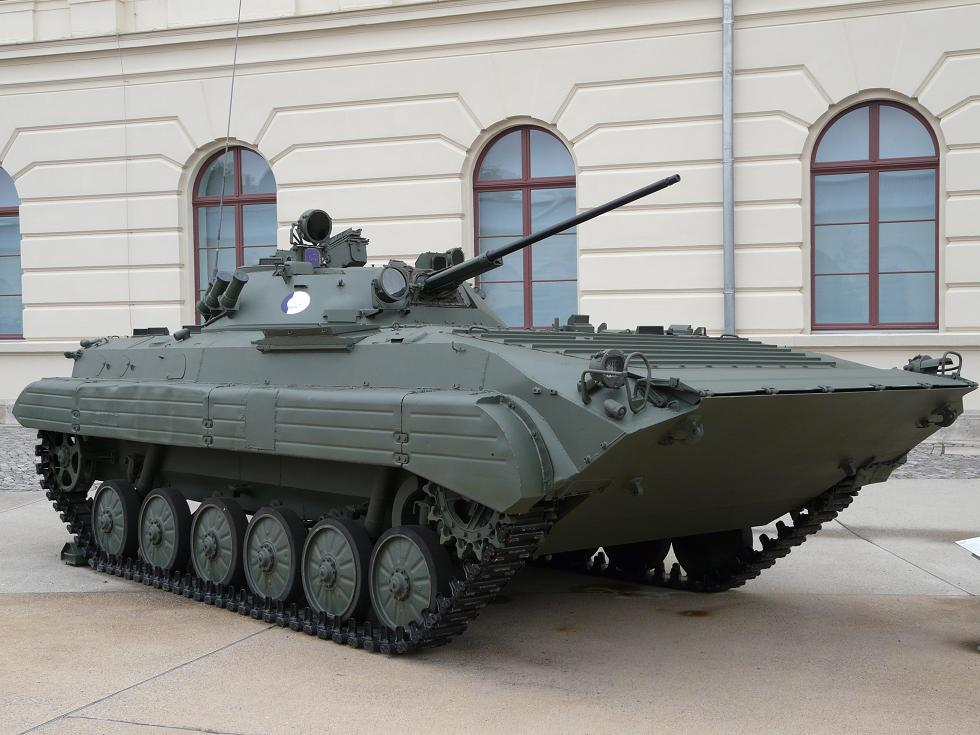
БМП-2. Боевая масса 14 т, основное вооружение 30-мм пушка 2А42.

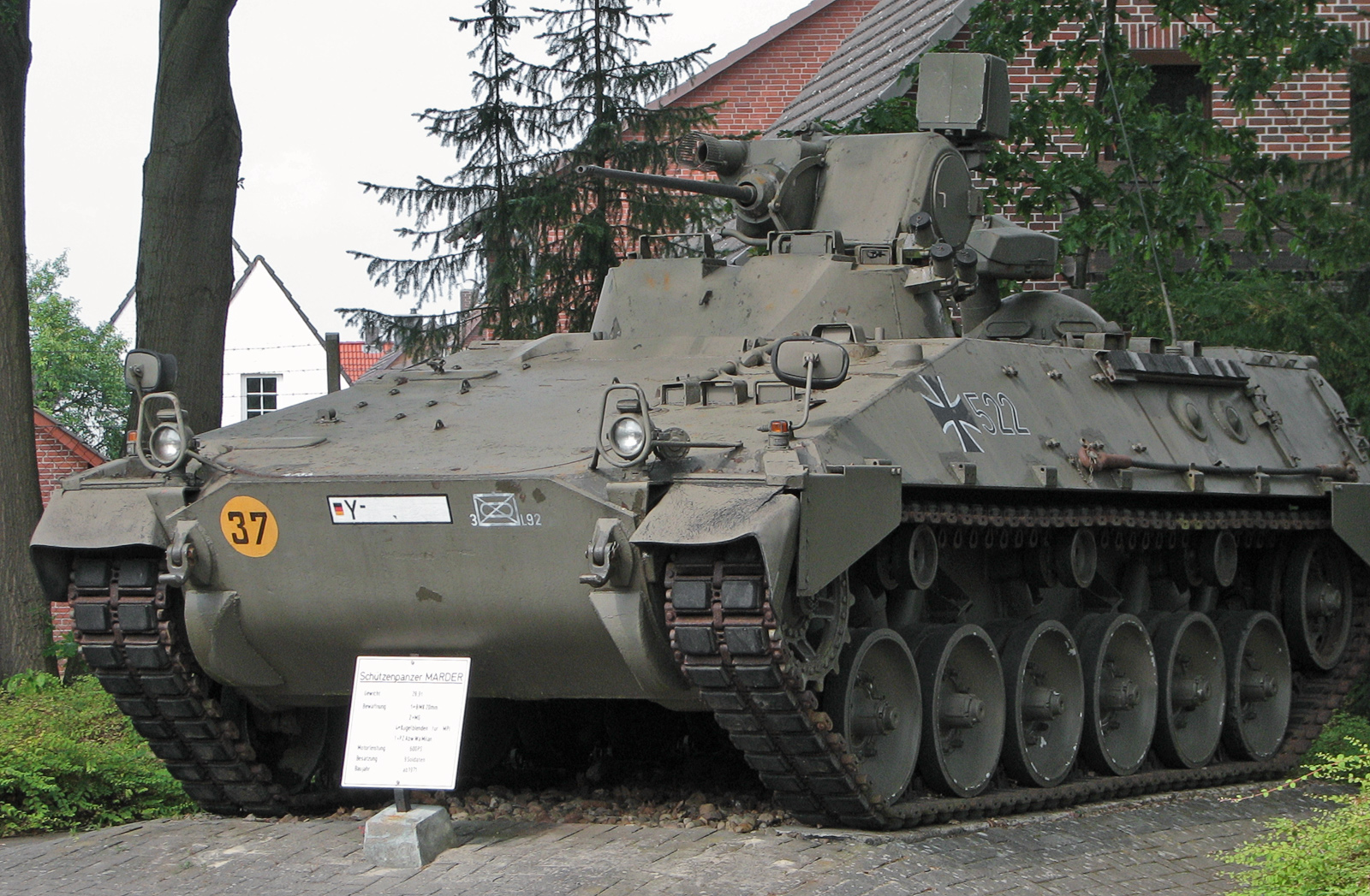
БМП Мардер 1 (1969 год). Боевая масса 28,5 т. По бортам шаровые амбразуры, устранённые на модификации Maрдер 1A3 в результате постановки бортовых экранов в рамках программы усиления защищённости машины.

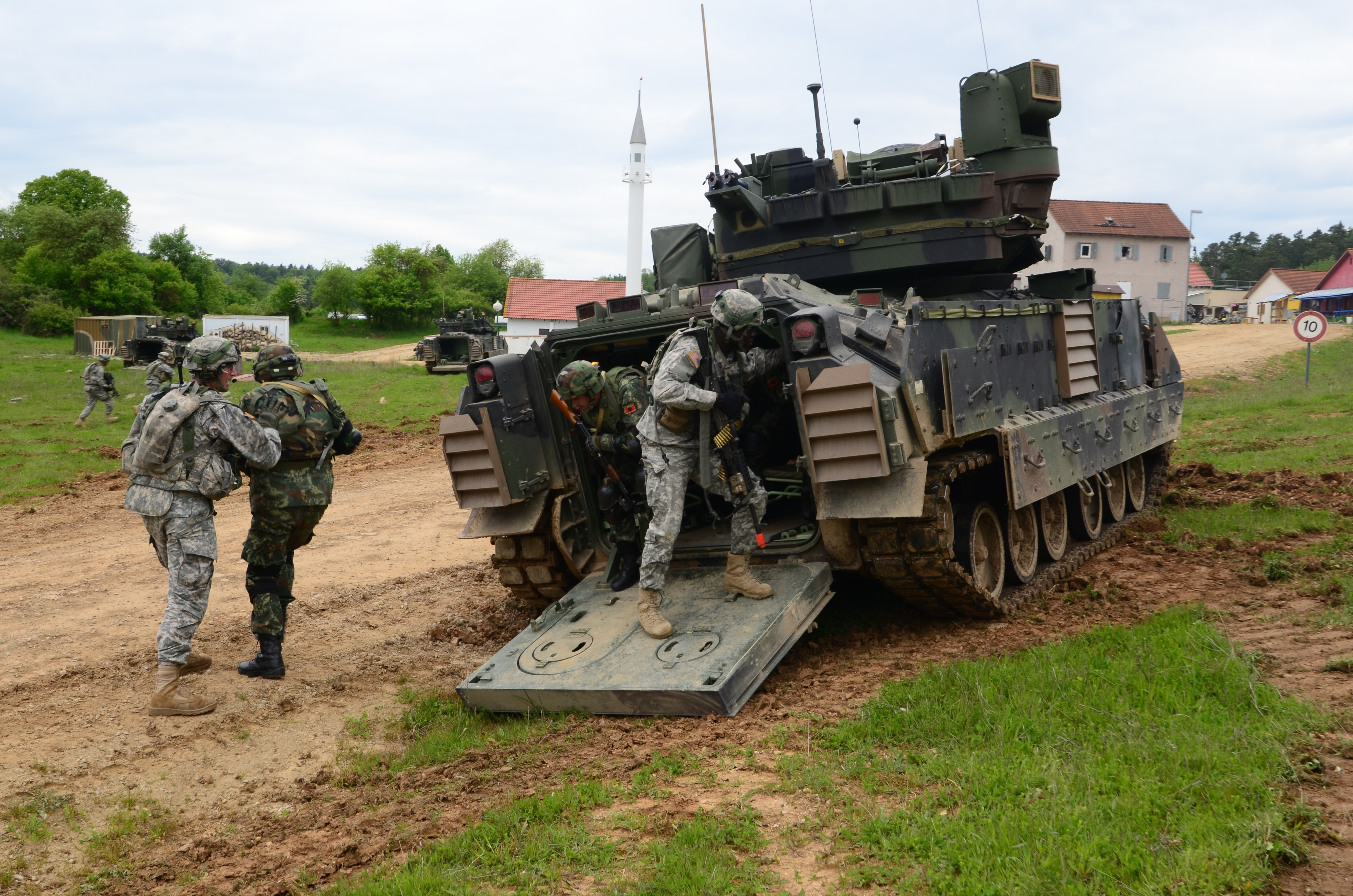
Солдаты 1-й кавалерийской дивизии США вместе с солдатами албанской армии высаживаются из БМП Брэдли на совместных учениях в Германии, май 2014 года

Боевая машина пехоты (БМП) — класс бронированных боевых машин, основным назначением которых является огневая поддержка и транспортировка личного состава отделения стрелков (пехоты) к месту выполнения боевой задачи с возможностью десанта вести огневой бой с машины, повышение его мобильности и защищённости на поле боя в условиях применения противником ядерного оружия и для совместных действий с танками в бою.
В СССР появилась как класс (вид) боевых машин в 1966 году (БМП-1).

## Отличия БМП от БТР
Многие специалисты считают, что главное отличие состоит в том, что БТР (бронетранспортёр) предназначен в первую очередь для транспортировки, а БМП (боевая машина пехоты) — для огневой поддержки пехоты в бою, с возможностью десанта вести огневой бой с машины (это видно из названий этих машин, хотя все они являются боевыми машинами). В соответствии с боевым назначением, БМП, как правило, оборудованы системами управления огнём, качественными прицелами, фильтро-вентиляционными установками, системой пожаротушения, противотанковыми средствами, средствами постановки дымовой завесы в то время как БТР обычно укомплектованы подобными средствами на минимальном уровне и вооружаются, обычно, только пулемётом. Как правило, БМП обладает большей огневой мощью, чем БТР, но уровень защиты у них примерно сопоставим. Также, принципиальным отличием БМП от БТР можно считать приспособленность первых к ведению боевых действий десанта с них в условиях применения ядерного, химического и биологического оружия.
В результате, стоимость БМП в среднем в несколько раз выше, по сравнению с БТР одного с ней поколения.

## Основные характеристики и перспективы развития БМП стран НАТО

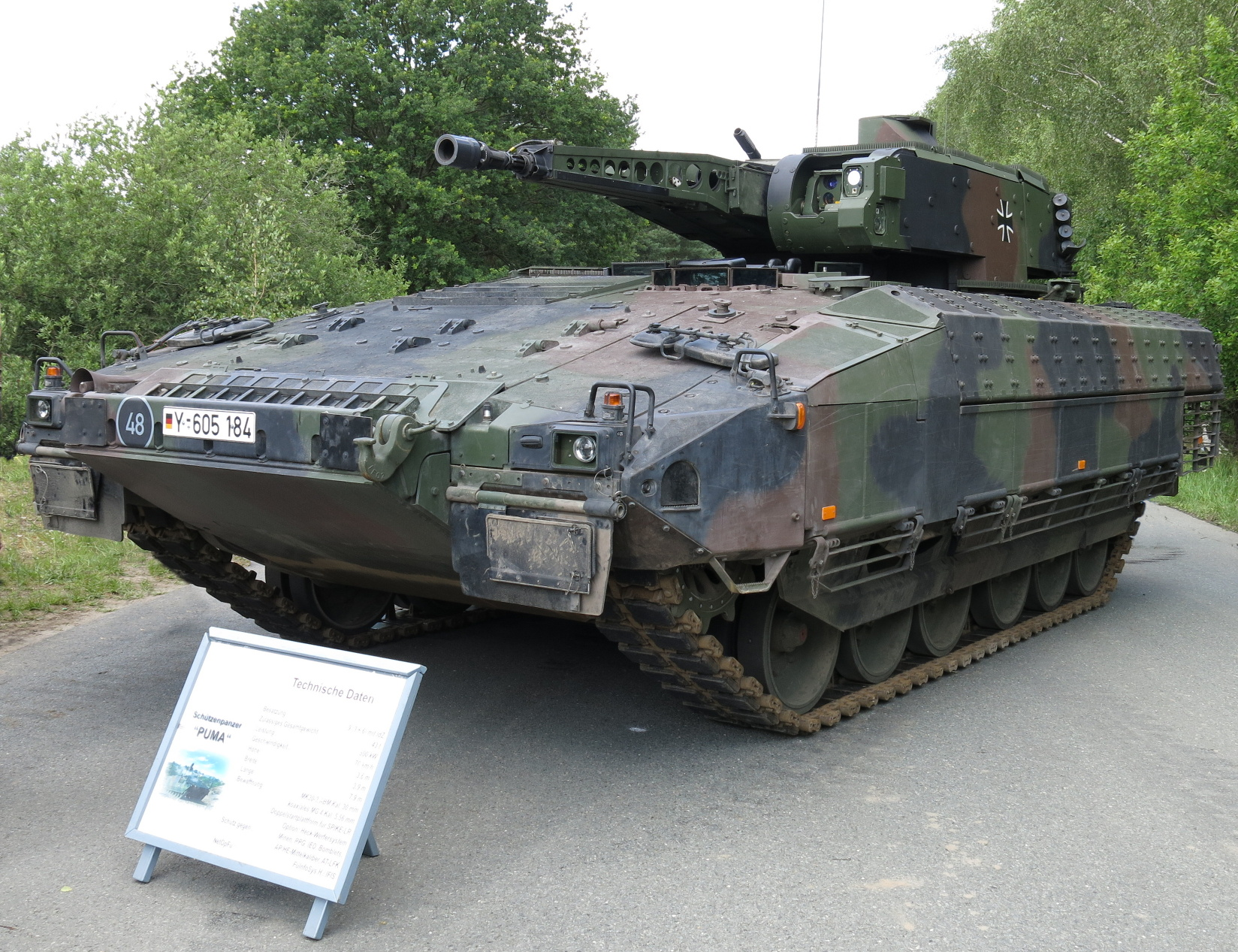
Предсерийная (2010) БМП «Пума», видимые отличия (сравнительно с вариантом 2005 года): переработанные конструкции лобового узла и бортовых бронемодулей (модули ДЗ вместо модулей пассивной защиты), добавление элементов КАЗ MUSS на крыше башни, ферменная опора ствола, шесть опорных катков.

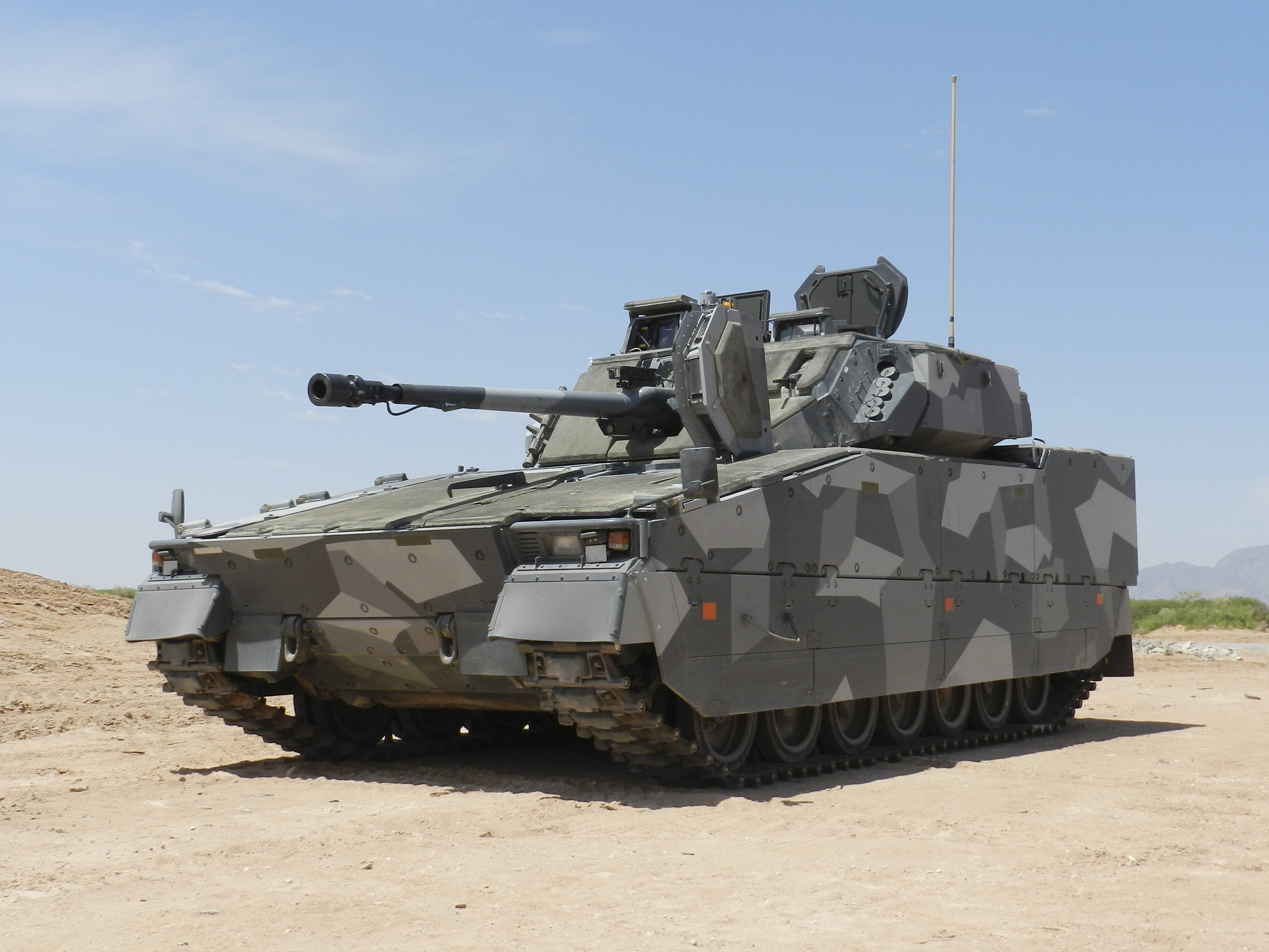
БМП CV 9035 Mk III вооружённых сил Нидерландов и Дании. Боевая масса БМП 32 т. Комплекс вооружения на базе 35/50-мм пушки «Бушмастер III». Различимы лобовые и бортовые съемные бронемодули и надульное устройство 35-мм пушки с программатором боеприпасов.

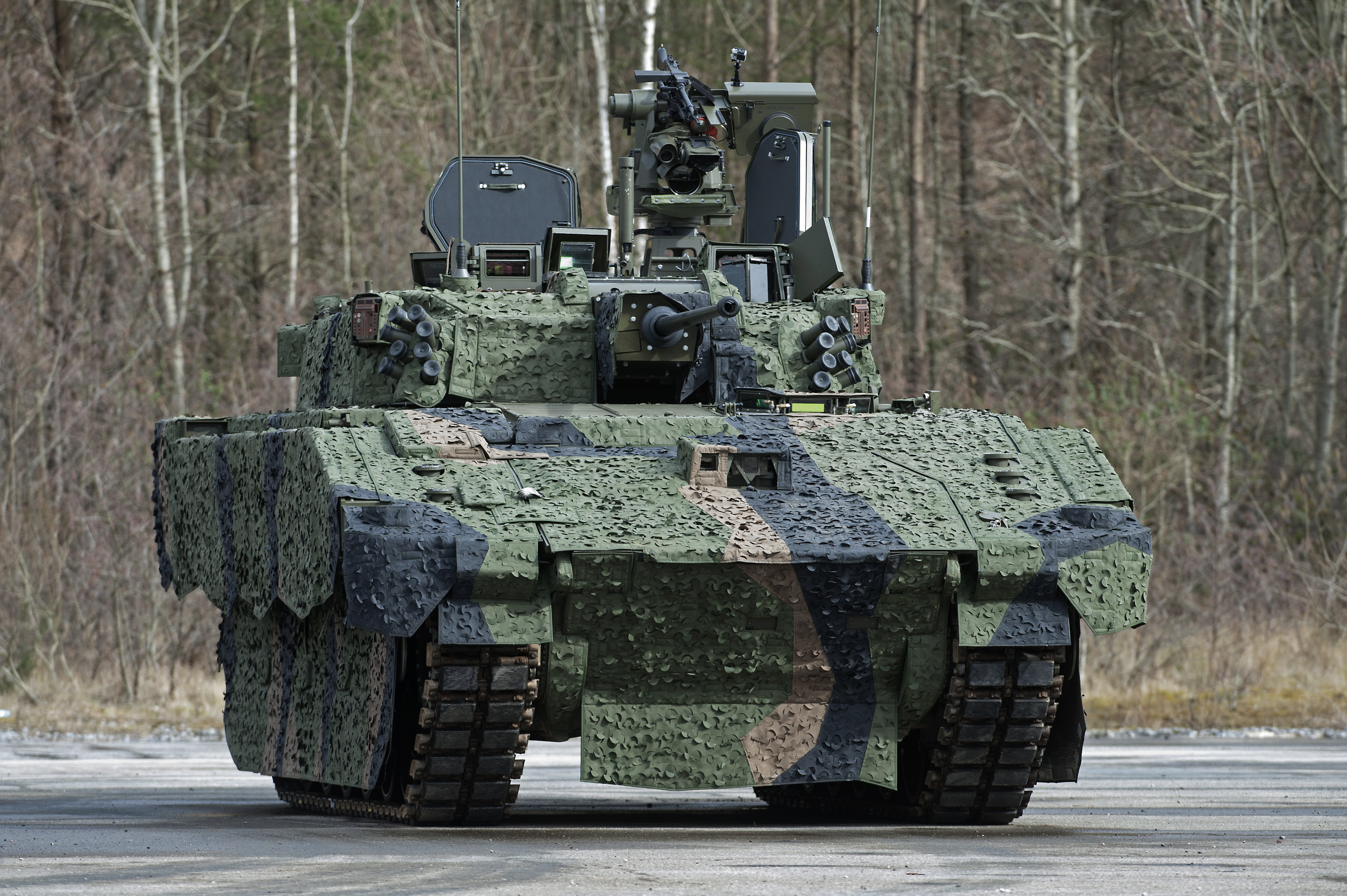
Перспективная многоцелевая гусеничная платформа «Эйджакс (боевая машина)» (ранее SCOUT SV), показана в варианте БМП, демонстрирует повышенное внимание маскировке машины, мощные бронемодули бортовой проекции, обитаемую башню с 40-мм пушкой CT40, и высоко расположенные приборы наблюдения. Боевая масса 38 т.

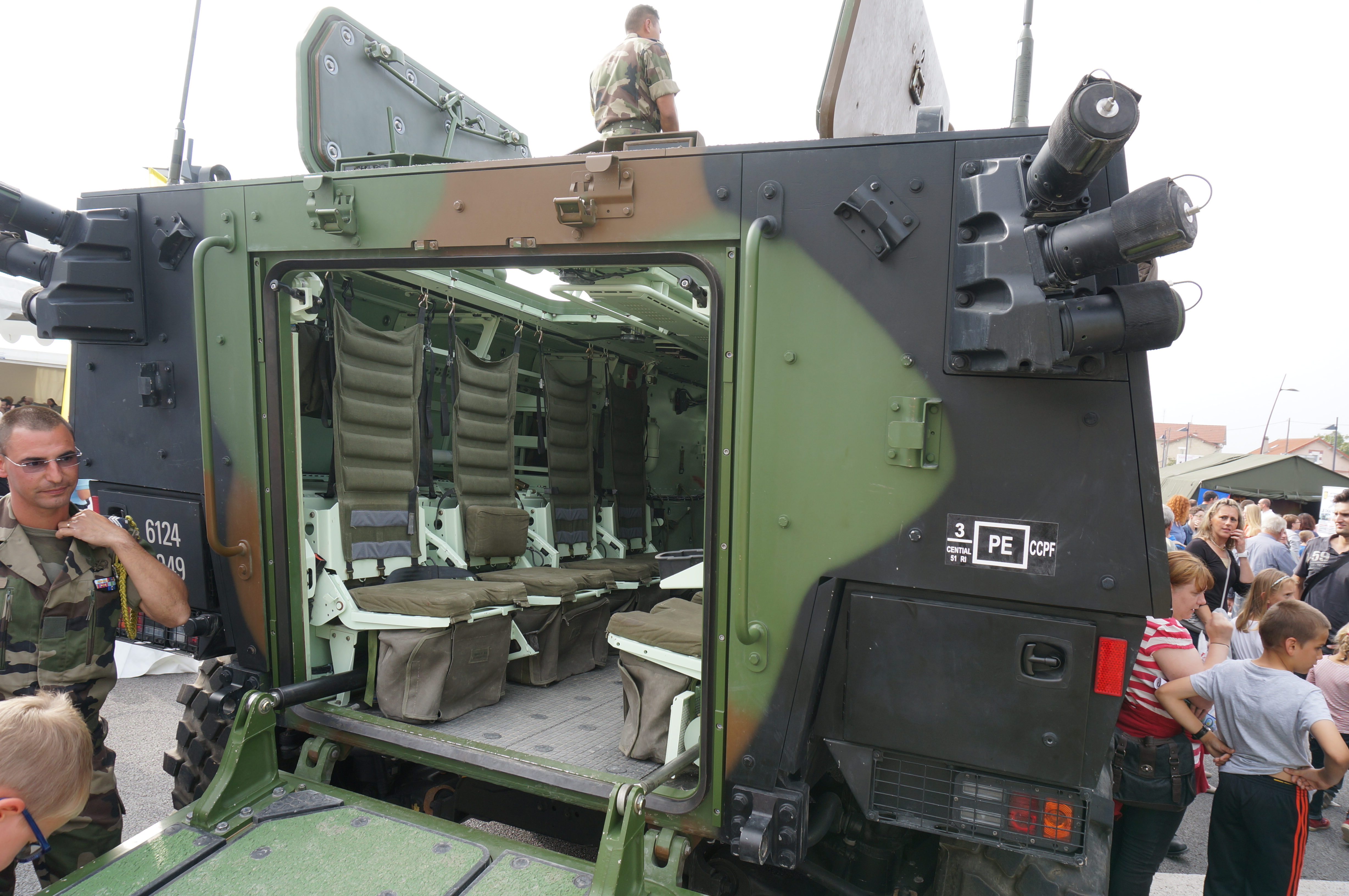
Десантное отделение БМП VBCI (Франция). Боевая масса БМП 29 т. Подбой из ПКМ на внутренних поверхностях крышек люка и откидной аппарели.

Эффективность боевого применения боевых бронированных машин (ББМ) стран НАТО рассматривается в рамках единой концепции обеспечения выживаемости машины на поле боя, а к факторам, её определяющим, помимо требуемых низкой заметности и физической защиты объекта, относят эффективную дальность стрельбы пушечного вооружения и наличие комплексов активной защиты (КАЗ).
Одним из определяющих параметров боевой эффективности БМП является соотношение уровня защищённости (броневой защиты) и могущества комплекса вооружения (калибра артиллерийской системы). Поэтому на начальном этапе выработки контрактных требований/проектирования машины решается компромиссная задача с определением, какую типовую бронецель (БМП противника) из приоритетного ряда целей необходимо поражать (выходом является калибр системы и тип боеприпаса), и от каких средств поражения необходимо обеспечивать защиту.
Для современных БМП в целом характерно:
- пониженная заметность машины в основных физических полях: радиолокационном, ИК, акустическом;
- низкий силуэт с перспективой использования для этой цели необитаемой дистанционно управляемой бронебашни с вынесенным в неё комплексом вооружения;
- тенденция увеличения калибров основного вооружения от 25 мм до 30...35...40 мм, связанная с ростом защищённости всех типов целей, и соответственно, с необходимостью поражения (бронебойным снарядом) перспективных сильно бронированных целей, и (осколочно-фугасным снарядом воздушного подрыва) танкоопасной живой силы;
- модульный принцип построения бронезащиты корпуса и башни. Принцип позволяет усиливать защиту машины при появлении у противника более эффективных средств поражения, а также по мере совершенствования технологии бронирования[Комм. 2][Комм. 3]. Стандартизованное в НАТО требование: Уровень 6 STANAG 4569 к обеспечению противоснарядной защиты машины при обстреле 30-мм бронебойным оперённым снарядом типа БОПС для курсовых углов безопасного маневрирования ±30°;
- оснащение перспективных машин КАЗ-ми;
- большие углы наклона верхней лобовой детали бронекорпуса (70-78 градусов) облегчающие возможность рикошетирования (доворота — при разнесенных схемах) на нём калиберных и подкалиберных снарядов; реализация разнесенных и многопреградных схем защиты;
- стремление к минимизации последствий воздействия по машине превосходящего средства поражения по сравнению с заданными. Обеспечивается рядом конструктивно-компоновочных мероприятий, также установкой на внутренних поверхностях боевого и десантного отделений противоосколочных подбоев из полимерных композитов, снижающих количество и углы разлета заброневых осколков;
- обеспечение защиты горизонтальных проекций машины (крыша корпуса и башни) от поражения кумулятивными боевыми элементами кассетных боеприпасов, и от самонаводящийся боеприпасов (боевых элементов), поражающих крышу машины «ударным ядром». Повышенная противоминная стойкость.
- перспективные западные БМП показывают тенденцию ухода от использования алюминиевой брони, как основы конструкции бронекорпуса, в пользу традиционной стальной брони, не обладающей склонностью к катастрофическому разупрочнению корпуса при пожаре в результате поражения машины. Результатом взрыва и пожара на борту БМП обычно является оседание алюминиевого бронекорпуса, смятие под весом многотонной бронебашни, его последующее выгорание, и, как итог, – безвозвратная потеря машины.[Комм. 4]

Боевая масса БМП, как правило, превышает 26-28 т, а для базовых машин блока («Бредли» М2А3, «Мардер» 1А3) существенно превышает 30 тонн. Уровень защиты лобовой проекции БМП (в эквивалентных толщинах стальной брони) с боевой массой 26-28 т оставляет не менее 100-130 мм.

### Выбор калибра основного вооружения
При выборе калибра вооружения существует стремление разработчиков БМП обеспечить эффективную дальность стрельбы пушечного комплекса, лежащую за пределами досягаемости аналогичных огневых средств противника. Тем самым обеспечивается возможность поражения целей противника, выполнение боевой задачи и обеспечение выживаемости машины и сопровождающего её десанта. Эффективная дальность стрельбы пушечного комплекса растет с увеличением калибра артиллерийской системы. На этой дальности обеспечивается пробитие брони заданной толщины, и одновременно вероятность попадания в бронецель достаточно высока. Переход к более крупному калибру сопровождается ростом кинетической энергии бронебойного сердечника на расчетных дальностях ведения огня, и соответственно, ростом пробивного и заброневого поражающего действия боеприпаса.

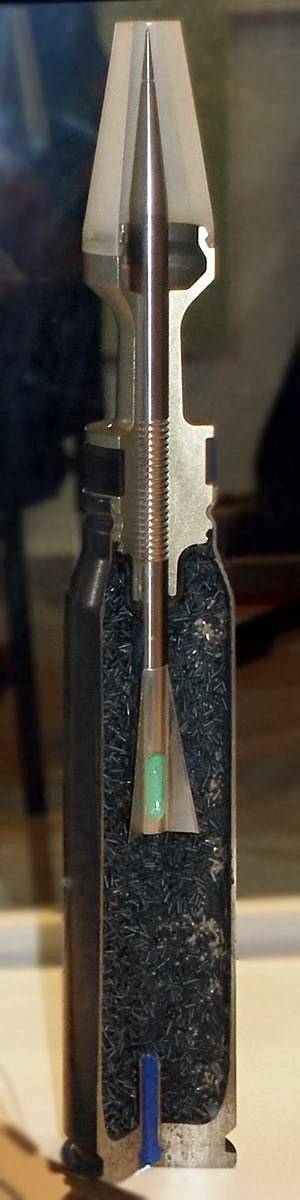
БОПТС — современное средство поражения ББМ. В калибре НАТО 30×173 мм бронепробитие 55 мм/ 60°/1500 м.

В частности сформулированное в середине 1980-х годов министерством обороны ФРГ требование поражения перспективной БМП противника на повышенных дальностях стрельбы, Д=2000 м обусловило выбор комплекса вооружения тяжелой БМП Мардер 2 на базе 35/50 мм бикалиберной пушки «Рейнметалл» Rh503. И хотя в требованиях на машину определялась возможность «простой замены 35-мм ствола на ствол калибра 50 мм путём перестволения», позднее, уже на стадии подготовки к реализации проекта, планировалось на среднесрочную перспективу применение 35 мм стволов (длина ствола 90 клб.) и разработанных двух типов 35 мм патронов со снарядами типа БОПТС (индекс патрона DM 43, «Рейнметалл») и осколочно-шрапнельного с электронным программируемым дистанционным взрывателем (индекс патрона HETF-T, «Диль»), последний предназначался для действия по танкоопасной живой силе. В долгосрочной же перспективе, при наращивании противником защищённости боевых бронированных машин, предусматривался переход (перестволение) на больший калибр 50 мм.
В ряде европейских стран существует стремление разработчиков ББМ обеспечить запас избыточной мощности перспективных артиллерийских комплексов, исходя из необходимости гарантированного поражения целей, представленных серийными и модернизированными машинами с усиленной защитой, с обеспечением требуемой эффективности заброневого поражающего действия. Заброневое поражающее действие достигается как осколками, отделившимися с тыльной поверхности брони, так и остаточной энергией снаряда, пробившего броню. В требованиях на артиллерийскую систему обычно задается завышенное пробивное действие снаряда по конкретному типу цели, состоящее не только в пробитии брони заданного типа и толщины, но и в нанесении конкретного ущерба цели. При стрельбе на расчетную дальность по цели типа «БМП», эффективность поражающего действия определяется количеством выстрелов, необходимых для поражения или подавления машины. Поражение машины определяется невозможностью её передвижения, а подавление — невозможность участия в боевых действиях.
В последнее десятилетие развитие малокалиберного пушечного вооружения ББМ легкой весовой категории идет по пути увеличения калибра и универсализации оружия, создания боеприпасов новых конструктивных схем, в том числе телескопических, и боеприпасов с программируемыми многофункциональными взрывателями.
Пушечные комплексы повышенного могущества, калибров 35...50 мм, разработанные за рубежом в последние годы, как правило, располагают внешним приводом автоматики (от электродвигателя с редуктором), характеризуются относительно небольшой массой, использованием беззвеньевого питания и переменным темпом стрельбы. Максимальная скорострельность находится на уровне 200 выстр./мин. Считается, что более высокий темп стрельбы не является необходимым для вооружения следующего поколения БМП, приоритетным для которого становится высокая вероятность поражения цели первым выстрелом, то есть высокая точность стрельбы (кучность боя на уровне 0,3-0,5 мрад), на дальностях 1500...2000...2500 м.

### Концепция равнопрочного бронирования и повышения угловой защищённости ББМ

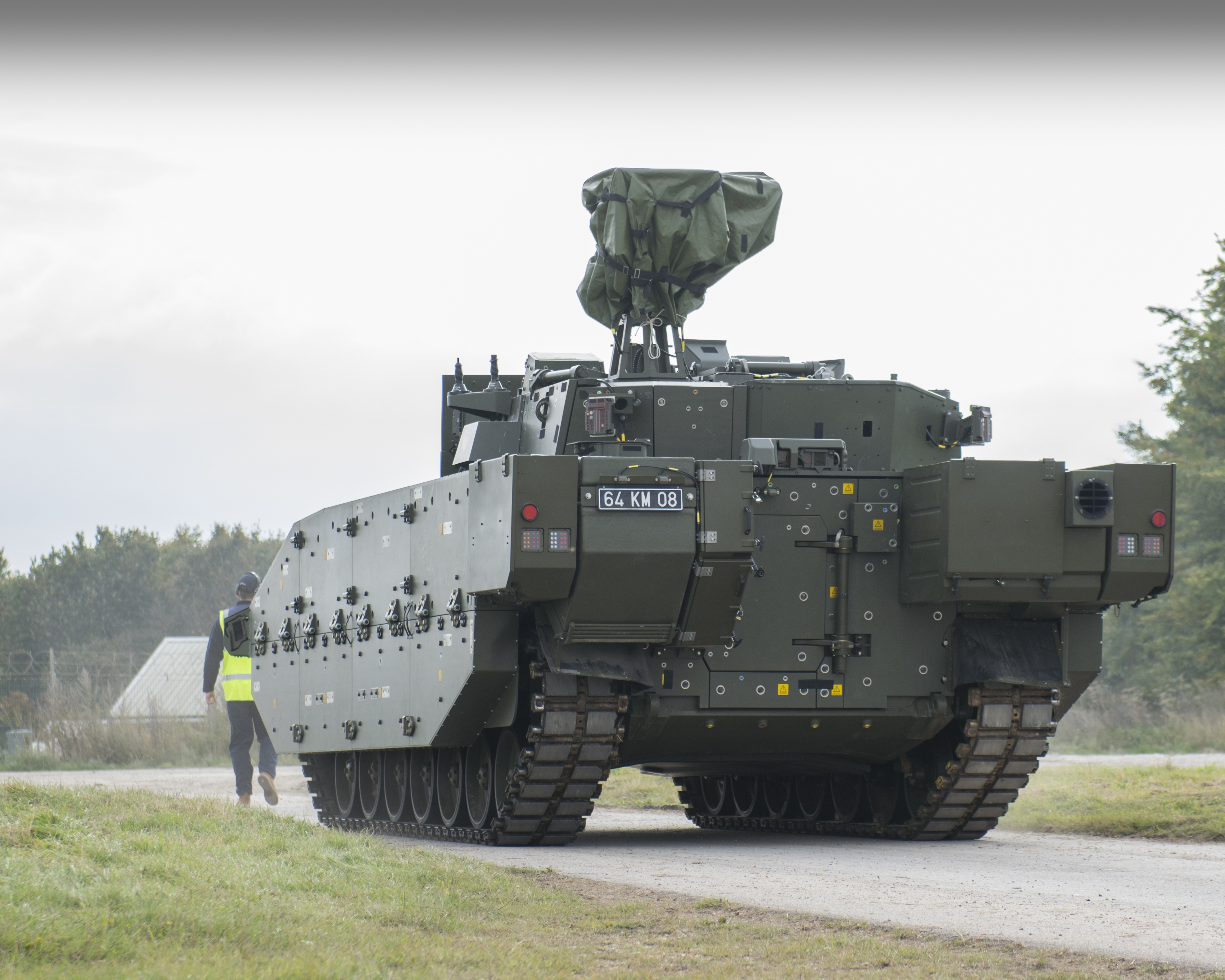
Многоцелевая гусеничная платформа «Эйджакс» на испытаниях, вид со стороны кормы, октябрь 2016. Мощные бортовые бронемодули в рамках концепции равнопрочного бронирования окончательно ставят крест на эффективности 30-мм пушечных систем.

Защита БМП «Мардер 2» характеризовалась равнопрочным (по стойкости) бронированием, впервые обеспечивала непоражаемость лобовой и бортовой проекций машины при обстреле из 30-мм пушки бронебойным оперенным подкалиберным трассирующим снарядом (БОПТС) и содержала элементы адаптированного навесного бронирования, выполненные с использованием новаторских решений. Для осуществления поставленной цели разработчик машины компания Krauss-Maffei Wegmann пошла на беспрецедентное увеличение боевой массы БМП, до 44 т, по величине сопоставимой с массой основных танков сухопутных войск РФ.
В дальнейшем компания Krauss-Maffei Wegmann, при разработке новой БМП «Пума», развила и усовершенствовала концепцию равнопрочного бронирования, использовав для этой цели наработанные решения компании IBD. Немецкая компания IBD Deisenroth Engineering активно развивала «эволюционную концепцию выживаемости» Evolution Survivability Concept, целевым назначением которой является обеспечение «модульной всеракурсной защиты бронированных машин». Основой концепции является уход от сценариев защиты машины со стороны передних секторов обстрела (курсовой угол безопасного маневрирования ±30°) в направлении ко всеракурсной защите объекта (по полной сфере).
Определяющими моментами концепции являются:
- Обеспечение защиты от всего диапазона типовых средств поражения.
- Относительно небольшая масса защиты для обеспечения тактической подвижности машины.

- Наличие комплексов активной защиты (КАЗы). Установка КАЗов, по мнению специалистов компании IBD, позволяет обеспечить заметное снижение массы защиты, поскольку КАЗы способны заменить мощные бронемодули, предназначенные для нейтрализации действия боеприпасов кинетического и кумулятивного действия.
- Возможность простой и быстрой установки брони в полевых условиях.
- Модульный принцип построения защиты для целей эксплуатации и ремонта.
- Возможность модернизации защиты с использованием новых технологий и с учётом появления новых требований (средств поражения).

В итоге БМП «Пума» (серия с 2010 года), как система оружия, представляет принципиальных отход от практики, реализованной в стоящих на вооружении машинах этого типа, состоящий в использованных конструктивно-компоновочных решениях, реализованном (беспрецедентном) уровне защищённости и схеме бронирования.
«Пума» в базовой комплектации представляет авиатранспортабельную БМП с дистанционно управляемой необитаемой башней и компактным боевым отделением. Комплекс вооружения вынесен в необитаемую башню, что позволило обеспечить по максимуму защищённость экипажа и десанта. Бронирование «Пумы» модульное, выполненное с двумя уровнями защиты в рамках концепции выживаемости машины компании IBD. Тем самым существенно ослаблены недостатки, связанные с повышенной боевой массой БМП (повышенные эксплуатационные расходы и износ ходовой части) на этапах учебно-тренировочном и транспортировки машины.
При установке комплекта навесной защиты уровня «С» (длинномерные бортовые модули) общей массой около 9 т, существенно повышается защищённость БМП «Пума», в частности «от огня с флангов при действии артиллерийских снарядов среднего калибра, а также от лёгких противотанковых средств ближнего боя». Фактически это означает обеспечение защищённости бортовой проекции от снарядов типа БОПТС калибром не ниже 30...35 мм, и вполне вероятно, до уровня противоснарядной стойкости (дистанции непробития) лобовой проекции БМП.
Компания BAE Systems при разработке нового тяжелого БТР CV90 Armadillo, созданного на базе БМП CV90, основываясь на результатах боевой эксплуатации последней, также пришла к выводу о необходимости повышения уровня противоснарядной и противокумулятивной стойкости во всем диапазоне углов обстрела, 360 градусов, а равным образом при действии более широкого спектра средств поражения. Высвободившаяся, за счет отказа от бронебашни, масса порядка 6 т была использована для усиления защиты бортовых проекций Armadillo. При боевой массе CV90 Armadillo 29-35 т пассивная защита модульной конструкции рассчитана на действие снарядов малокалиберных автоматических пушек, импровизированных взрывных устройств и противотанковых мин. При этом обеспечивается защита машины кругом с уровнем, превышающим Уровень 5 STANAG 4569 (25-мм БПС с отделением, Д=500 м), а по некоторым данным, и с уровнем 5 плюс. Грузоподъёмность машины составляет 9 т, часть которой может быть использована для наращивания защищённости до более высокого уровня (установкой более тяжёлых бронемодулей). Противоминная стойкость Armadillo существенно превосходит Уровень 4a/4b (подрыв противотанковой мины с массой заряда 10 кг под днищем корпуса, или при наезде гусеницей). Предусмотрено оснащение CV90 Armadillo полнофункциональным комплексом активной защиты Saab LEDS-150.
В результате принятия концепции равнопрочного бронирования и повышения угловой защищённости БМП резко ограничиваются возможности комплексов вооружения на основе малокалиберного пушечного вооружения противоборствующей стороны, в частности, сужением секторов эффективного огня и уменьшением вероятности поражения цели на тактических дистанциях ведения огня.

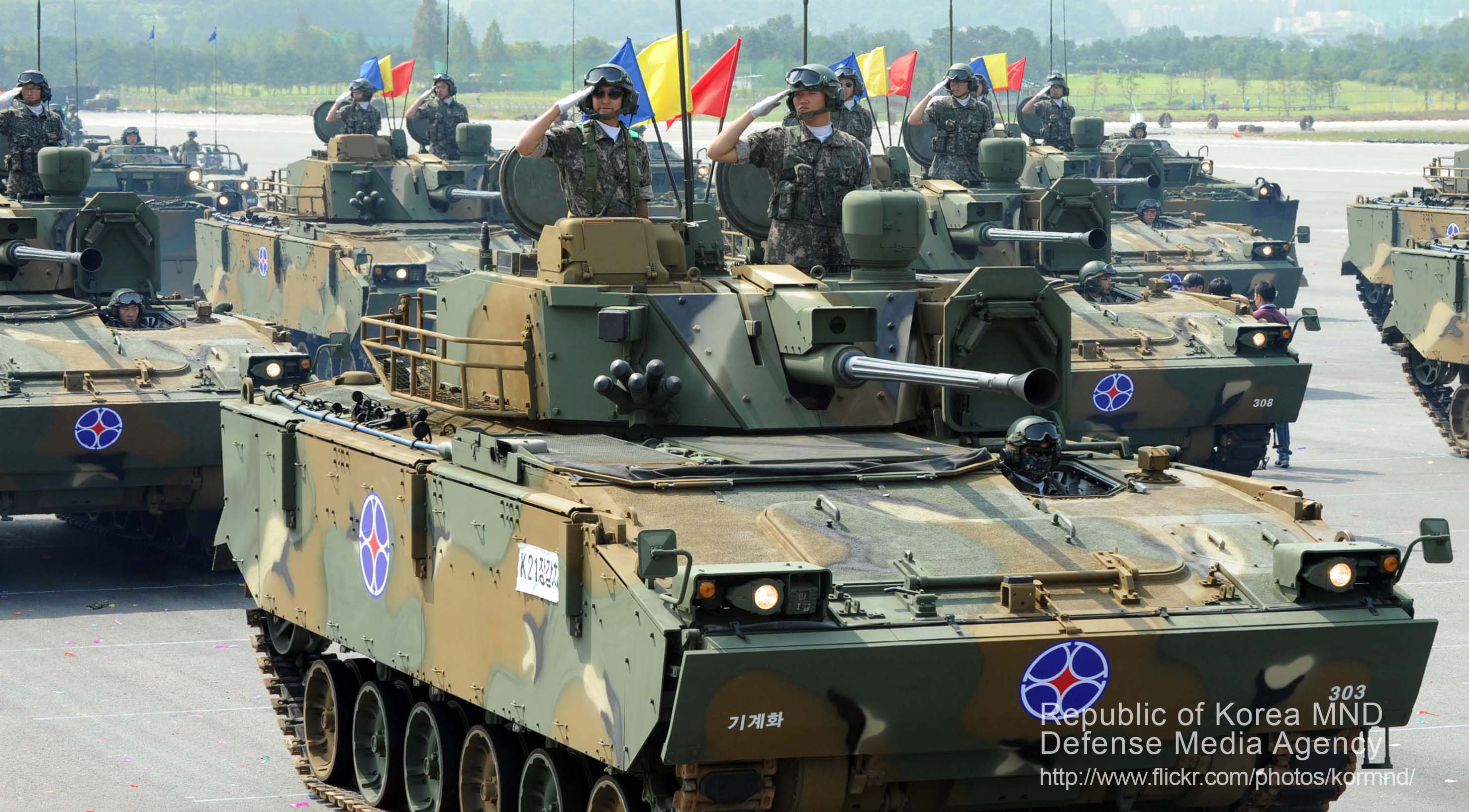
БМП K21 на параде 2013 года. На лобовой поверхности башни различим стальной бронелист, крепящийся к алюминиевому корпусу на болтах. На тактических дистанциях стрельбы K21 в переднем секторе обстрела не поражается 30-мм БПС «Кернер»/ 2А72.

Представляет интерес сочетание защищённости и огневой мощи новой корейской БМП K21 (серия с 2009 года), базовая конструкция бронекорпуса и башни которой выполнена из алюминиевой брони с расположенным поверх неё слоем комбинированной брони керамика/стеклопластик. При формулировании ТТЗ на машину основным противником К21 была определена российская БМП-3. Располагая боевой массой 26 тонн, лобовая проекция К21 (выполнена по разнесенной схеме и содержит внешний стальной экран) согласно требованиям, не поражается 30 мм БПС с отделением марки «Кернер» пушек 2А72 и 2А42, борт и корма не поражаются 14,5-мм бронебойной пулей/КПВТ, горизонтальные проекции машины (крыша корпуса и башни) не поражаются осколками 152-мм ОФ снаряда при воздушном подрыве на дальности 10 м. При этом основное вооружение К21 40-мм пушка «Бофорс» L70 ведёт огонь бронебойным снарядом типа БОПТС собственной корейской разработки, с уровнем бронепробития не хуже 100 мм/60°/1500 м, чем обеспечивается поражение практически всех современных БМП массой до 35...37 т включительно, а также бортовой проекции основных танков нового поколения. Комплекс вооружения K21 на базе 40-мм пушки на тактических дистанциях огня способен поражать в лобовой проекции танки предшествующих поколений Тип 59 или Т-54, составляющих основу танковой мощи КНДР. Действительно, толщина верхней лобовой детали бронекорпуса указанной машины составляет 100 мм/60°.
K21 является второй после БМП «Пума» машиной этой категории, комплекс вооружения которой построен на принципе «Hunter-Killer», что предполагает наличие у командира БМП полностью стабилизированного прицела, независимого от прицела наводчика и от основного вооружения. Указанное дает возможность командиру вести наблюдение в секторах, независимо от наводчика, либо продолжать наблюдение в момент производства наводчиком выстрела по цели. Обнаружив новую цель, командир (Hunter) ставит на ней метку и передает её наводчику нажатием кнопки, при этом башня и основное вооружение наводятся на цель автоматически, наводчику (Killer) остается нажать кнопку «огонь».
| Период времени | Типовые БМП   | Калибр и тип боеприпаса, от кот-го обеспечивается защита | Боевая масса, т | Арт. система                                | Параметры бронепробития       | Примечание                                                                                |
| -------------- | ------------- | -------------------------------------------------------- | --------------- | ------------------------------------------- | ----------------------------- | ----------------------------------------------------------------------------------------- |
| 1970-е годы    | «Мардер 1»    | 20мм БПС 23мм БПС                                        | 27,5            | 20мм Rh202                                  | 20мм/60°/1000м                | Защита бортов от 14,5 мм пули Б-32                                                        |
| 1980-е годы    | «Бредли» М2А1 | 25мм БПС 30мм БТ                                         | 22,6            | 25мм «Бушмастер»                            | 28мм/60°/1500м                | Защита бортов от 14,5 мм пули Б-32                                                        |
| 1980-е годы    | «Мардер 1А3»  | 30мм БПС                                                 | 33,5            | 20мм Rh202                                  | 20мм/60°/1000м                | Также усиление крыши корпуса и башни от кумулятивных БЭ                                   |
| 1980-е годы    | «Бредли» М2А2 | 30мм БПС                                                 | 27,0            | 25мм «Бушмастер»                            | 28мм/60°/1500м 37мм/60°/1500м | Также требование по защите от кумулятивной гранаты ПГ-7. Решается установкой комплекта ДЗ |
| 1990-е годы    | ASCOD/«Улан»  | 30мм БПС                                                 | 28,0            | 30мм МК 30                                  | 60мм/60°/2000м                | Защита бортов от 14,5 мм пули Б-32                                                        |
| 2000-е годы    | ASCOD/«Улан»  | 30мм БОПТС                                               | 31,0            | 30мм МК 30                                  | 60мм/60°/2000м                | Защита бортов от 14,5 мм пули Б-32                                                        |
| 2000-е годы    | CV9035 Mk 3   | 30мм БОПТС                                               | 32—35           | 35-мм автоматическая пушка «Бушмастер III». | 75мм/60°/2000м                | Возможность установки модулей ДЗ для защиты бортов от кумулятивных средств поражения.     |
| 2010-е годы    | «Пума»        | 45мм БОПТС                                               | 43              | 30мм МК 30-2/АВМ                            | 60мм/60°/2000м                | Также защита бортов от снарядов БОПТС                                                     |

Примечания к таблице:
Предполагается защита лобовых и бортовых деталей бронекорпуса и башни в пределах курсовых углов безопасного маневрирования ±30 градусов. Боевая масса указана без ДЗ.
БТ — бронебойный снаряд трассирующий
БПС — бронебойный подкалиберный снаряд
БОПТС — бронебойный оперённый подкалиберный трассирующий снаряд
БЭ — боевые элементы кассетных боеприпасов
ДЗ — динамическая защита
Применительно к базовым БМП «M2 „Брэдли“» и «Мардер» их боевая масса повысилась за период эксплуатации с 22 до 33 т и с 27,5 до 37,5 т соответственно. Сказанное предполагает обеспечение, еще на стадии проектирования машины, потенциала её модернизации при планируемом сроке службы не менее 30—40 лет.
Исторически сложилось так, что западные БМП способны поражать отечественные машины на дальностях огня 1,0...1,5...2,0 км при меньших калибрах основного вооружения по сравнению с отечественными. В частности 25-мм пушка М242 «Бушмастер» решает эту задачу на протяжении уже четверти века (при стрельбе "старым" выстрелом M791 обеспечивает поражение БМП-1/2 на Д=2500 м; выстрел M919 с ещё большей пробивной способностью концептуально разрабатывался для поражения перспективной БМП следующего поколения - БМП-3), а 30-мм пушка 2А42 не решает аналогичную задачу последние 25 лет. Сказанное является результатом двух обстоятельств: традиционной слабости бронирования отечественных машин легкой категории по массе, с одной стороны, и существенного отставания эффективности поражающего действия боеприпасов отечественных малокалиберных пушек в сравнении с динамикой наращивания защищённости боевых машин вероятного противника, с другой, с обеспечением Уровня 6 STANAG 4569  противоснарядной защиты машины. Новые машины «Пума» и «Эйджакс» этот уровень существенно превосходят.

### Комментарии
1. ↑  Поскольку на этапе проектирования рассматриваются лучшие из доступных технические решения, в том числе по пушке/боеприпасу, и в связи с неопределенностью ситуации по перспективным боеприпасам вероятного противника, распространено и действует оценочное правило, лобовая проекция машины, в общем случае, должна выдерживать поражения боеприпасом (бронебойным выстрелом) собственной пушки высокой баллистики на дальностях 200…300…500 м, конкретное значение которой увязано с совокупностью прочих требований ТТЗ. Вполне естественно, что меньшая дальность (дистанция непробития Д 200 м) характерна для машин с массой, ближе к правой части диапазона боевых масс (24…32 т), и наоборот. Именно так были заданы поражающие средства в ТТЗ на защиту машин: «Мардер 1» (1969), ХМ2/«Бредли» М2А0 (1979), «Дардо» (1980) и БМП-3 (1979), Пума (2009).
2. ↑  Первопричина появления съемных бронемодулей связана с началом использования композитной брони с керамическими элементами, — брони, обладающей ограниченной живучестью при обстреле в сравнении с гомогенной стальной бронёй.
3. ↑  Решение является актуальным с учётом того, что срок службы бронированных машин, как правило, превышает 25 — 30 лет
4. ↑  Такой практики придерживаются уже на протяжении четырёх десятилетий минобороны Германии, Швеции, Швейцарии и Австрии.
5. ↑  Проект «Мардер 2» был закрыт в связи с распадом СССР и роспуском Варшавского договора. Итоговое заключение комиссии Бундестага по БМП гласило: «предельно тяжелая, предельно габаритная и избыточно дорогая». Практика показала, что при проектировании следующей БМП компания-разработчик KMW учла по максимуму эти замечания, не считая последнего. С этой целью была реализована модульная схема бронирования, основанная на использовании новой комбинированной брони четвёртого поколения AMAP. Вместе с тем принцип бикалиберной артиллерийской системы позднее нашел своё практическое осуществление в бикалиберных пушках «Бушмастер III» 35/50 мм (БМП CV9035 MkIII) и «Бушмастер II» 30/40 мм или Mk44 (БМП«Бионикс» и «Rosomak»), обе артсистемы производства компании ATK (США).
6. ↑  Следует сказать, что реализованные на этой машине требования, как по параметрам защищённости машины, так и по могуществу действия артиллерийской системы, заметно опережали своё время, точнее, заданным образом работали на опережение. Действительно, в период от формулирования требований на машину (1986) до их практической реализации (1991) ни на Западе, ни на Востоке боекомплекты 30-мм артиллерийских систем не содержали выстрелов типа БОПТС. В настоящее время этот тип 30-мм выстрела является основным (артсистемы «Бушмастер II», «Маузер» Mk30-2) и предназначен для поражения сильно бронированных целей типа БМП
7. ↑  Концепция основывается на технологиях изготовления пассивной защиты и продуктах (бронематериалах) четвёртого поколения, в частности на материалах защиты семейства AMAP (Advanced Modular Armour Protection) представляющих различные варианты комбинированной брони, в том числе, с керамикой, оптимизированных под требования на конкретную машину применительно к действию заданных средств поражения.
8. ↑  Включая повышенную противоминную стойкость, а также защиту горизонтальных поверхностей машины со стороны верхней полусферы от кумулятивных боевых элементов кассетных боеприпасов и поражающих элементов типа «ударное ядро».
9. ↑  С момента завершения модернизации базовых БМП: М2 «Брэдли» до уровня М2А2 и «Мардер 1» до уровня «Мардер 1А3» с обеспечением защиты лобовой проекции от 30-мм БПС c отделением пушки 2А42
10. ↑  Как показывает практика последних десятилетий, в текущем противоборстве эффективности средств поражения (бронебойного выстрела) и стойкости бронезащиты разрабатываемых БМП конструкторы западной бронетехники годами работали на опережение, основываясь на достоверных оценках развития артиллерийского вооружения и боеприпасов. Так уже с начала 1980-х годов БМП-2 с 30-мм пушкой 2А42 и её бронебойный трассирующий снаряд на тактических дистанциях стрельбы не обеспечивали поражения в лобовой проекции базовых БМП стран НАТО «Мардер 1» (29,2 т) и М2А1 «Брэдли» (22,6 т). Спустя десятилетие, для пушки 2А42 был разработан бронебойный подкалиберный снаряд, но к этому времени БМП прошли соответствующие программы модернизации до уровня «Мардер 1А3» (33,5 т); М2А2 «Брэдли» (29+ т) целевым назначением которых являлось повышение их защищённости, в том числе, при действии новых боеприпасов 30-мм пушки.

Дополнительные комментарии

### Обзорный цикл Федосеева по машинам различных конструкторских школ
- Федосеев С. Боевые машины пехоты — австрийцы и испанцы (рус.) // Техника и вооружение вчера, сегодня, завтра : журнал. — 2003. — Январь (№ 01). — С. 37-41.
- Федосеев С. Итальянские БМП (рус.) // Техника и вооружение вчера, сегодня, завтра : журнал. — 2003. — Май (№ 05). — С. 33-36.
- Федосеев С. Китайские БМП — соблазн разнообразия (рус.) // Техника и вооружение вчера, сегодня, завтра : журнал. — 2003. — Ноябрь (№ 11). — С. 45-49.
- Федосеев С. Китайские БМП — соблазн разнообразия (рус.) // Техника и вооружение вчера, сегодня, завтра : журнал. — 2003. — Декабрь (№ 12). — С. 47-48.
- Федосеев С. Американские корни (современные БМП) (рус.) // Техника и вооружение вчера, сегодня, завтра : журнал. — 2004. — Февраль (№ 02). — С. 42-44.
- Федосеев С. Американские корни (рус.) // Техника и вооружение вчера, сегодня, завтра : журнал. — 2004. — Март (№ 03). — С. 47-49.
- Федосеев С. Приверженность к лёгкому классу (рус.) // Техника и вооружение вчера, сегодня, завтра : журнал. — 2004. — Апрель (№ 04). — С. 41-44.
- Федосеев С. Приверженность к лёгкому классу (рус.) // Техника и вооружение вчера, сегодня, завтра : журнал. — 2004. — Май (№ 05). — С. 42-44.